# Pierre de Vingle

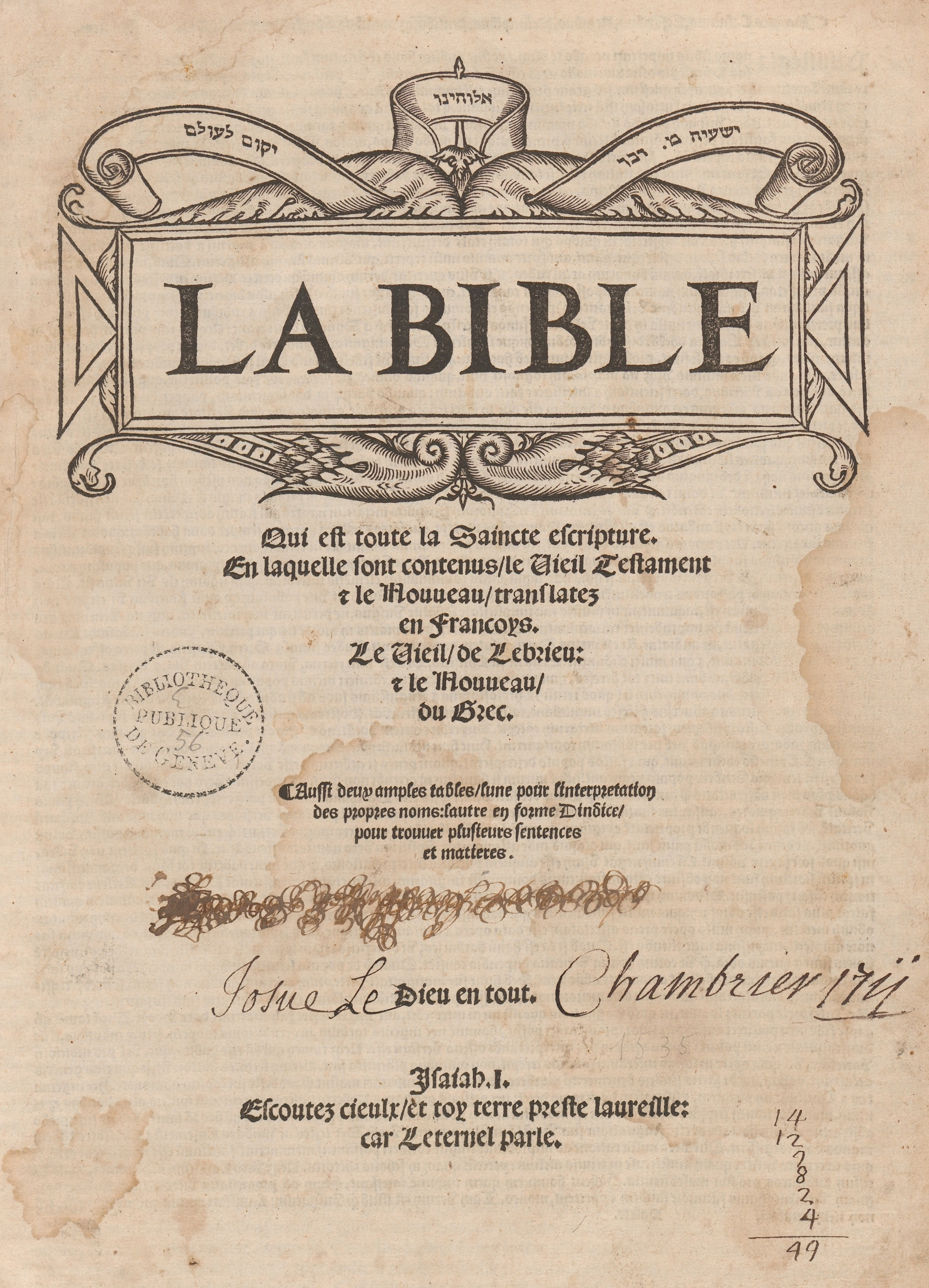
Bible de Serrières, 1535

Pierre de Vingle (* 1495 in Lyon; † 1536 oder wenig später) war ein Buchdrucker in Lyon, Genf und Neuenburg. Er druckte 1535 die «Bible de Serrières» (Olivétan-Bibel), die erste französische Übersetzung aus den biblischen Ursprachen.

## Leben und Werk
Sein Vater Jean de Vingle war Drucker, und seine Familie stammte aus Wingles in der Picardie. Pierre de Vingle heiratete 1525 die Tochter des Druckers Claude Nourry. Er wurde Faktor und später Partner seines Schwiegervaters in Lyon.
De Vingle druckte als Anhänger der Reformation reformatorische Schriften. Im Jahr 1532 zog er über andere Orte nach Genf und verlegte dort die Übersetzung des Neuen Testaments von Jacques Lefèvre d’Étaples. Im folgenden Jahr wurde de Vingle vor den Rat zitiert und verlegte seinen Betrieb nach Serrières in der Grafschaft Neuenburg. Er gab Texte von Antoine Marcourt und Guillaume Farel heraus. Für die religiöse Propaganda druckte er Pamphlete und theologische Traktate. Serrières wurde durch de Vingle ein reformiertes Verlagszentrum französischer Sprache. Im Jahr 1535 folgte der Druck der «Bible de Serrières». Das von Pierre-Robert Olivétan übersetzte Werk war die erste protestantische Bibel in französischer Sprache, die zur Basis für viele weitere Übersetzungen wurde.
Nach Fertigstellung der Bibel verliess de Vingle Neuenburg im Juni 1535. Nach 1536 ist er nicht mehr urkundlich nachgewiesen.

## Von Pierre de Vingle gedruckte Werke (Auswahl)
- Hermann Bode: L’Unio Hermanni Bodii in unum corpus redacta. Lyon 1531.
- Antoine Marcourt: Le livre des marchands, fort utile à toutes gens, nouvellement composé par le sire Pantapole, bien expert en telle affaire, proche voisin du Seigneur Pantagruel. Imprimé à Corinthe, le 22 d’août l’an 1533, Neuchâtel 1533.
- Antoine Marcourt: La Confession et raison de la foy de maistre Noël Beda, docteur en théologie et sindique de la sacrée Université à Paris, envoyée au très chrestien roy de France, Françoys. Neuchâtel 1534.
- Antoine Marcourt: Articles veritables sur les horribles / grandz & importables abuz de la messe papalle inventee directement contre la saincte Cene de Nostre Seigneur, seul Médiateur et seul Sauveur Jesus Christ. Neuchâtel 1534.
- Pierre-Robert Olivétan: La bible. Qui est toute la saincte escripture, en laquelle sont contenues la vieil testament et le nouveau, translatez en Francoys. Serrières 1535.

## Belege
1. ↑  La Sainte Bible de 1535 traduite par Pierre-Robert Olivetan. (französisch, abgerufen am 2. November 2023)
2. 1 2 3  Geneviève Gross: Pierre de Vingle. In: Historisches Lexikon der Schweiz.  17. April 2012.
3. ↑  Max Engammare: Pierre Robert Olivétan. In: Historisches Lexikon der Schweiz.  2. Oktober 2009.

| Personendaten    | Personendaten                                                                    |
| ---------------- | -------------------------------------------------------------------------------- |
| NAME             | Vingle, Pierre de                                                                |
| ALTERNATIVNAMEN  | Wingle, Pierre e; Geranius, Cephas (Pseudonym); Pirot, Perrot-Picard (Pseudonym) |
| KURZBESCHREIBUNG | Buchdrucker in Lyon, Genf und Neuenburg                                          |
| GEBURTSDATUM     | 1495                                                                             |
| GEBURTSORT       | Lyon                                                                             |
| STERBEDATUM      | 1536                                                                             |